# Sean Byrne
Sean Byrne és un cineasta australià conegut per les seves pel·lícules The Loved Ones (2009) i The Devil's Candy (2015).
Per The Loved Ones, va guanyar el premi del Públic a la categoria Midnight Madness del Festival Internacional de Cinema de Toronto i el premi The Siren a la millor pel·lícula internacional, al Festival Internacional de Cinema de Lund. El 2024 va començar el rodatge de Dangerous Animals amb Hassie Harrison, Jai Courtney i Josh Heuston.